# Renate Lellep Fernández
Renate Lellep Fernández es una antropóloga estadounidense que desarrolló junto a su marido James W. Fernández, también antropólogo, una actividad investigadora en diversos lugares de África y en Asturias (España).

## Trayectoria profesional

### África
Durante la década de 1960, Renate Lellep estuvo, junto con su marido, residiendo en distintos territorios africanos, estudiando y conviviendo entre diversos grupos étnicos. De 1958 a 1960 realizaron trabajo de campo entre los Fang, en Gabón, Camerún, en la Guinea española y en Río Muni, en África ecuatorial; en 1965, entre los zulúes, en Sudáfrica; y, un año después, en 1966, entre los Ewe y los Fanti, en costa de Guinea, Ghana y Costa de Marfil en África del oeste.

### España
Tras estos años de trabajo de campo en África, deciden continuar en España, país conocido por Fernández gracias a una investigación de archivo realizada en 1955.  El matrimonio descarta el continente africano por cuestiones que atañen a la salud y a la educación de sus hijos. Los lugares donde se habían establecido no reunían las condiciones sanitarias deseables y Sudáfrica, otra posibilidad, estaba bajo el régimen del apartheid, lo que suponía una crianza en un ambiente de segregación y discriminación. Descartadas esas posibilidades se inclinaron por el norte de España, por Asturias, precisamente la tierra natal de la familia del abuelo paterno de Fernández, donde encontrarán el lugar idóneo donde continuar sus investigaciones.
Estos africanistas pasaron a ser asturianistas. Tras visitar varias localidades de economía mixta, donde la base en el sector primario, en la ganadería y la agricultura, se combinaba con el trabajo en la minería, finalmente, escogieron una de ellas, el pueblo de Felechosa, situado en Alto Aller. Allí investigaron durante una década, entre mediados de los años sesenta y mediados de los años setenta. Mientras James W. Fernández centró sus estudios en la vida social y el tropo o lenguaje figurado, Lellep centró los suyos en la salud, en concreto, en el estudio de la deficiencia de yodo en la población rural que habitaba las cuencas mineras y Alto Aller y sus factores sociales.
Lellep, en su obra A simple matter of salt: a ethnography of nutritional deficiency in Spain, publicada por University of California Press en 1989, realiza una aproximación novedosa a la enfermedad, no desde un enfoque científico-médico, sino antropológico, adentrándose en el contexto social y en un contexto histórico amplio. El libro conforma una antropología médica útil como materia de estudio, pero también como herramienta de previsión y prevención aplicable a otros escenarios, con otras comunidades, poblaciones y afecciones. La publicación tuvo muy buena acogida y valoración entre otros académicos y en revistas científicas estadounidenses.
Desde la década de 1920 se conoce que el consumo de sal yodada es un tratamiento efectivo para la enfermedad del bocio, pero no hubo, hasta muy avanzado este siglo, introducción de esa sal a gran escala en España. En Asturias, el bocio constituyó un mal endémico que fue una de las bases de la construcción de un estereotipo negativo de los asturianos. Se lo asociaba con el cretinismo, un déficit en el desarrollo físico y psíquico.
Lellep oculta el lugar estudiado bajo el seudónimo de Escobines, según costumbre de la antropología de la época. Demuestra cómo la dieta insuficiente, la causa de la afección del bocio, es un factor que afectaba principalmente a las familias de bajos recursos que solo tenían acceso a productos de cosecha local, al contrario que los vecinos con mayor poder adquisitivo los cuales se podían permitir el consumo de alimentos de origen exterior y así cumplir todas sus necesidades nutricionales. Además, se debe considerar también, como otro factor agravante, la imposibilidad de acceso a una sanidad rápida y eficiente.
Cree que esa imagen peyorativa, producto del estereotipo negativo de los asturianos, contribuye a la negligencia en la atención médica, dado que esa enfermedad se consideraba un hecho irremediable. También se suponía que el bocio tenía relación con los matrimonios endogámicos. Sin embargo, esto no era más que una asociación errónea pues la principal causa era la dieta, como constata al estudiar el parentesco local.
El contraste con el discurso nativo es alto. Sus informantes tienen una actitud de resignación ante la enfermedad, creen que es producida al azar y niegan la relación entre pobreza y dieta, lo que para la antropóloga constituye una estrategia de afirmación de igualdad y solidaridad.
En 1972, el matrimonio se traslada al municipio de Cangas de Onís, en la zona oriental de Asturias. Allí se dedican al estudio del queso Gamonéu, desde un punto de vista antropológico, que para ellos significa la organización de la diversidad de la vida social.